# REGGAE minideSKA
REGGAE minideSKA je název alba skupiny Švihadlo, které vyšlo roku 2004 a obsahuje 8 písniček. Album obsahuje jednu společnou písničku se slovenskou ska kapelou Polemic a pár remixovaných písniček.

## Seznam písní
1. Human Bomb
2. Reggae a ska
3. Revelation
4. Tam tam
5. Duet
6. Od pusy dým
7. Soleil
8. Dostat se zpátky